# Szudán az 1996. évi nyári olimpiai játékokon
Szudán az egyesült államokbeli Atlantában megrendezett 1996. évi nyári olimpiai játékok egyik részt vevő nemzete volt. Az országot az olimpián 2 sportágban 4 sportoló képviselte, akik érmet nem szereztek.

## Asztalitenisz
Férfi
| Versenyző             | Versenyszám | Csoportkör                                                                                        | Csoportkör | Nyolcaddöntő      | Negyeddöntő       | Elődöntő          | Döntő             | Helyezés |
| Versenyző             | Versenyszám | Ellenfél Eredmény                                                                                 | Hely.      | Ellenfél Eredmény | Ellenfél Eredmény | Ellenfél Eredmény | Ellenfél Eredmény | Helyezés |
| --------------------- | ----------- | ------------------------------------------------------------------------------------------------- | ---------- | ----------------- | ----------------- | ----------------- | ----------------- | -------- |
| Ahmed Mohammed Oszáma | Egyes       | A csoport · Kong Linghui (CHN) · 0:2 · Chiang Peng-Lung (TPE) · 0:2 · Taszaki Tosio (JPN) · 0:2 · | 4.         | kiesett           | kiesett           | kiesett           | kiesett           | 49.      |

## Atlétika
Férfi
| Versenyző                    | Versenyszám | Előfutam | Előfutam | Előfutam | Elődöntő | Elődöntő | Elődöntő | Döntő   | Döntő    |
| Versenyző                    | Versenyszám | Idő      | Hely.    | Össz.    | Idő      | Hely.    | Össz.    | Idő     | Helyezés |
| ---------------------------- | ----------- | -------- | -------- | -------- | -------- | -------- | -------- | ------- | -------- |
| Mohammed Bábiker Jagúb       | 800 m       | 1:48,50  | 5.       | 40.      | kiesett  | kiesett  | kiesett  | kiesett | kiesett  |
| Hamísz Abdalláh Szejf ed-Dín | 5000 m      | 14:15,21 | 12.      | 29.      | kiesett  | kiesett  | kiesett  | kiesett | kiesett  |
| Ahmed Ádam Szaláh            | Maraton     |          |          |          |          |          |          | 2:25:12 | 68.      |